# Castelleone
Castelleone (pronuncia: [kastɛlleˈone], Castigliòn in dialetto castelleonese) è un comune italiano di 9 330 abitanti della provincia di Cremona, in Lombardia. Nei suoi oltre 800 anni di storia è stato molte volte al centro delle contese tra Cremona da una parte e Milano e Crema dall'altra. Il 4 ottobre 2011, su autorizzazione del presidente della Repubblica Giorgio Napolitano (D.P.R. 28 aprile 2011), a Castelleone è stato conferito il titolo di città.

## Geografia fisica
Castelleone si trova nella Pianura Padana, ad un'altitudine di 66 m s.l.m.

### Idrografia
Castelleone è attraversata dal canale Serio Morto, che divide la città in due parti: il Centro Storico e il quartiere Borgo Serio, detto, in dialetto, Bàs de Sère, perché ad altitudine inferiore rispetto al resto del paese. Il letto del Serio Morto era probabilmente quello del Serio, ma quest'ultimo fiume ha poi deviato il suo corso.
In origine Castelleone si trovava sul lago Gerundo, che, ormai ridotto a palude, fu bonificato nel XIII secolo dai monaci cistercensi.

### Clima
Classificazione climatica: zona E, 2389 GR/G.

## Origini del nome
Due sono le possibili interpretazioni del toponimo Castelleone.
- Il 18 aprile 1188 viene posta la prima pietra di Castelleone. In quel giorno in Chiesa si canta Vicit Leo de tribu Iuda, quindi il castello si è chiamato Castrum Leonis, cioè Castelleone.
- La città potrebbe essere stata intitolata a papa Leone, infatti Castelleone è sorta nel bel mezzo delle lotte tra guelfi e ghibellini.

## Storia

### Preistoria ed antichità
Nella preistoria in zona c'erano già insediamenti umani. Si trovano reperti mesolitici e neolitici nel locale museo civico. Non c'è nessun centro abitato qui nell'epoca romana; soltanto una strada che passa in zona San Latino e che portava da Cremona a Mediolanum (Milano).

### Medioevo
Nel 967 d.C. un documento attesta che qui si trova una corte, Brixianorum (Bressanoro), chiamata così perché sulla strada per Brescia, e al suo interno, al posto dell'attuale chiesa di San Maria in Bressanoro, sorge una Pieve, intitolata a San Lorenzo. C'erano altre due corti a Castelleone: Fepenica e Castel Manzano. Più tardi verrà edificato un castello, Castel Manfredi di proprietà del vescovo di Cremona. Suo terrapieno era un dosso, tuttora, in parte, esistente.
Nel 1186, Federico I Barbarossa scende in Italia e distrugge Castel Manfredi lasciando intatta solamente una torre: la torre Isso, chiamata dai castelleonesi "Torrazzo". Due anni dopo, il 18 aprile 1188, il Vescovo di Cremona Sicardo posa la prima pietra di un nuovo castello: Castrum Leonis, Castelleone. Il 1º maggio dello stesso anno, quando l'edificazione 
era ad uno stadio tale da potervi celebrare una messa solenne, Sicardo proclama i santi di quel giorno, Filippo e Giacomo, patroni della nuova città. Il vescovo cremonese fa erigere la Porta Isso, nell'attuale piazza Borgo Isso con il Torrazzo a sua difesa, e nella zona detta Borgo Serio la Porta Serio, protetta da una torre distrutta nel XIX secolo. L'ingresso della chiesa era posto nell'attuale piazza del Comune, dove si affacciava anche la sede del Palazzo Comunale. Il cardo era la Contrada Leona (Via Roma), mentre il decumano l'attuale via Garibaldi e l'odierna via Fondulo che convergevano nella piazza.
Castelleone era un castello a presidio di Cremona, un avamposto verso Crema.
Il 2 giugno 1213, nei campi delle Bodesine, poco fuori dall'abitato, gli eserciti di Castelleone e Cremona sfidarono Crema e Milano. Castelleone rischiava di essere conquistata da Milano e nella mattinata le cose non andavano bene. Si racconta che nel pomeriggio apparvero i Santi Pietro e Marcellino (i patroni di Cremona celebrati in quel giorno) i quali distrussero l'esercito nemico. Questa battaglia passò alla Storia con il nome di Battaglia delle Bodesine. Sta di fatto che Castelleone riportò un'importante vittoria militare e il Carroccio milanese, che era stato conquistato, prima di essere portato a Cremona, entrò trionfalmente nel Castello. Per accogliere i feriti della battaglia, a Castelleone fu costruito un ospedale, che si ritiene essere il primo della Lombardia.
Nel 1354 Castelleone venne conquistata dal Ducato di Milano, ma tra il 1420 e il 1424 fu affidata al Marchese Cabrino Fondulo. Furono anni di prosperità per Castelleone, che diventò una piccola signoria perché Fondulo richiamava, nel suo immenso palazzo (che occupava un quarto di Castelleone), artisti e mercanti. Nel 1424, per aver dato troppi poteri a Castelleone, Fondulo fu imprigionato e l'anno seguente decapitato a Milano. Dopo qualche decennio fu concesso a Castelleone il titolo di Terra Separata da ogni altra città, dovendo ubbidienza solamente a Milano. In questo periodo fu costruita la magnifica chiesa di Santa Maria in Bressanoro.

### Età moderna
Tra il 1499 e il 1509 Castelleone fu sotto il dominio Veneziano. Abbiamo ancora gli Statuti della Magnifica Comunità di Castelleone che furono redatti in questo periodo, caratterizzato da un ottimo governo, ma poco dopo ecco i Francesi. Decenni bui questi, poche luci: la ricostruzione della chiesa parrocchiale, e, dopo le apparizioni di Maria a Domenica Zanenga, venne edificato il santuario della Beata Vergine della Misericordia.
Nel Cinquecento, come il resto dei domini milanesi, anche Castelleone fu presa dagli spagnoli. Furono le famiglie D'Avalos e Ordoño de Rosales a governare Castelleone, e nel loro periodo di governo appare una figura: Bernardino Realino da Carpi, che fu nominato potestà del borgo. Realino comandò a Castelleone ottimamente. Fece anche redigere gli atti comunali non solo in latino, ma anche in volgare, in modo che questi potessero essere letti da tutto il popolo.
Abbandonata la vita politica, Bernardino Realino si fece gesuita e nel 1947 la Chiesa lo proclamò Santo. Possiamo ammirare nella chiesa parrocchiale un dipinto che lo raffigura sopra una nuvola che sovrasta Castelleone.
Alfonso d'Avalos, marchese di Castelleone e di altre terre, grazie ad un favore diplomatico che gli fece Ludovico Ariosto, lo insignì della pensione di 100 scudi annuali, da riscuotersi presso i dazi doganali castelleonesi.
I Rosales vendettero il feudo castelleonese ai Venturelli, anch'essi di origine spagnola, che mantennero il controllo fino all'avvento degli Austriaci, che durante il loro periodo di governo cacciarono gran parte dei religiosi che si trovavano nei conventi castelleonesi. Ancora oggi vivono in Castelleone di discendenti dei Venturelli, e la loro residenza è edificata nel giardino del palazzo ducale, che fu anche di Cabrino Fondulo.

### Età contemporanea
Nel 1859 Castelleone fu annessa al Regno di Sardegna. Due soldati francesi feriti nella battaglia di Solferino e San Martino, furono portati a Castelleone. Aggravatasi la loro situazione, morirono entrambi, e le loro esequie si svolsero con gran pompa in quel di Castelleone.
Nel 1860 sono due i castelleonesi che si arruolano tra i Mille: Carlo Coelli ed Antonio Barnabò. Quest'ultimo cadde a soli 17 anni nella battaglia del Volturno.
Nel 1861 Castelleone divenne Comune del neonato Regno d'Italia. Apparteneva alla provincia di Cremona, circondario di Cremona, mandamento di Soresina.
Agli inizi del Novecento, anche a Castelleone, iniziano le discussioni politiche tra Socialisti e Cattolici, magistralmente descritte da Virgilio Brocchi ne Le campane dell'Isola Sonante.
Anche alcuni castelleonesi combattono nella Seconda guerra mondiale, uno dei caduti castelleonesi, morto per le ferite riportate in combattimento, è Giulio Riboli, a cui viene data una Medaglia d'oro al valore militare, da ricordare anche Fiorenzo Bertolotti disperso nella campagna di Russia. Il 25 aprile 1945, i partigiani castelleonesi si recano nella vicina Ripalta Arpina, dove fanno scorta di munizioni, quindi entrano dal Viale Santuario, occupano il Municipio e la caserma dei Carabinieri, arrestano i fascisti e dichiarano Castelleone libero. Pochi giorni dopo, una colonna tedesca in fuga passa da Castelleone. I partigiani sparano e uccidono il Capitano. Gli altri soldati si arrendono senza opporre resistenza ai partigiani, che catturano due cannoni che si possono ancora vedere in Castelleone a fianco del Monumento ai caduti.
Il 2 giugno 1946, Castelleone fa parte della Repubblica Italiana.

### Simboli
Stemma
Lo stemma comunale è stato riconosciuto con decreto del 16 dicembre 1956.
Lo stemma del Comune di Castelleone rappresenta il toponimo: consiste infatti in un leone passante giallo che sostiene un castello argento a tre torri con merli guelfi in campo blu.
L'attuale stemma venne fatto approvare dal governo nel 1956 ma il vero stemma castelleonese era ben diverso: spaccato: nel 1º d'argento, a tre torri di rosso, moventi da una cortina del medesimo, aperta di tre porte del campo; nel 2º d'argento, al leopardo rivolto d'oro, posto su una pianura erbosa.
Non esistono le righe bianche tra il castello e il leone, la fiera è fulva anziché gialla, e il castello, argenteo nella versione attuale, era rosso e aveva i merli ghibellini. Per questioni araldiche, i colori furono cambiati e il campo, anziché azzurro cielo, divenne blu cobalto.
I veri colori castelleonesi sono quindi il rosso e l'azzurro, ma l'Ufficio araldico assegnò a Castelleone il giallo e il blu.
Gonfalone
Il gonfalone, concesso con D.P.R. del 9 febbraio 1956, è un drappo partito di azzurro e di giallo.

### Ricorrenze
- 18 aprile 1188: Prima Pietra.
- 1º maggio 1188: Fondazione.
- 11 maggio 1511: Apparizioni di Maria a Domenica Zanenga.

## Monumenti e luoghi d'interesse

### Architetture religiose

#### Santuario della Beata Vergine della Misericordia
Il santuario della Beata Vergine della Misericordia, eretto tra il 1513 e il 1516 da Agostino de Fondulis presenta forme rinascimentali, con il tiburio chiaramente ispirato dallo stile architettonico di Giovanni Antonio Amadeo. Venne costruito in onore delle apparizioni di Maria alla contadina Domenica Zanenga l'11 maggio 1511.

#### Chiesa di Santa Maria in Bressanoro
La chiesa di Santa Maria in Bressanoro, voluta nel XV secolo da Bianca Maria Visconti per la miracolosa guarigione della figlia, fu edificata dai castelleonesi sopra la preesistente pieve sotto la guida del francescano Amedeo da Silva, che vi fondò gli amadeiti. Nel suo interno si trovano affreschi del tardo Quattrocento che illustrano la vita di Gesù e culminano in una grande crocifissione. Resta aperto il problema di chi abbia potuto ideare un impianto tanto innovativo che richiama la croce greca ‘estroflessa‘ della chiesa di San Sebastiano di Mantova.

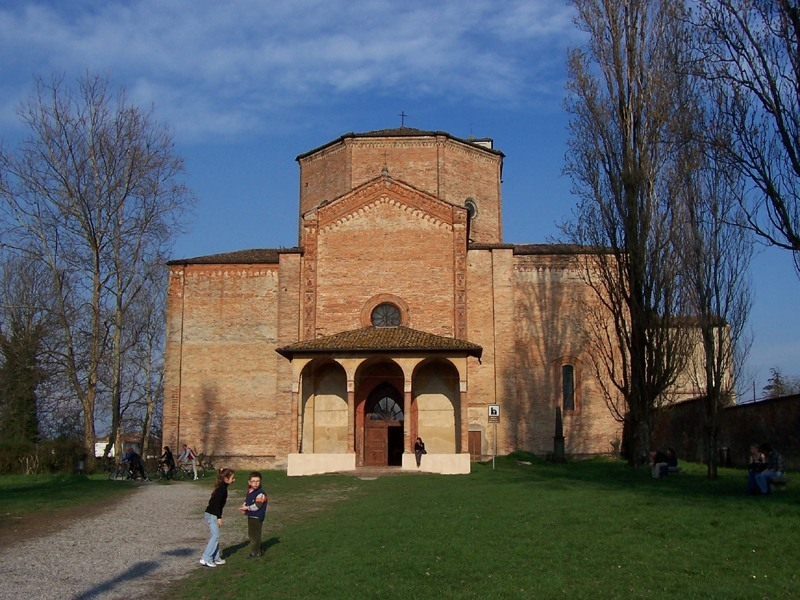
Santa Maria in Bressanoro
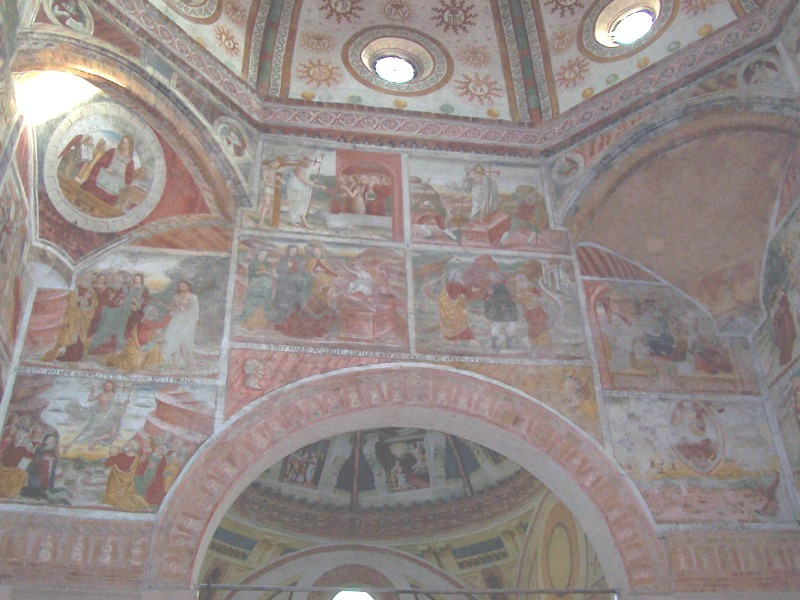
Gli affreschi di Santa Maria in Bressanoro

#### Chiesa parrocchiale
La chiesa parrocchiale, edificata nel 1551, presenta un esterno rinascimentale mentre l'interno è di gusto barocco. Fu costruita dopo la demolizione di quella risalente al 1188. È dedicata ai santi Filippo e Giacomo.

#### Santuario della Beata Vergine del Presepe
Il santuario della Beata Vergine del Presepe sorge in pieno centro storico e fu edificato nella prima metà del XVIII secolo per proteggere una venerata immagine della Natività un tempo posta sulla facciata dell'abitazione di un sacerdote.

#### Chiesa della Santissima Trinità
Chiesa seicentesca ma con stili rinascimentali, ha l'interno a navata unica con cappelle laterali.

#### Chiesa di San Giuseppe
Fu eretta nel 1692 con canoni classici. Conserva in un'ancona lignea una pregevole tela di Antonio Campi.

#### Chiesa di San Rocco
Piccolo edificio che conserva affreschi del XVIII secolo dedicata a san Carlo e alla Madonna del Carmelo.

### Architetture militari

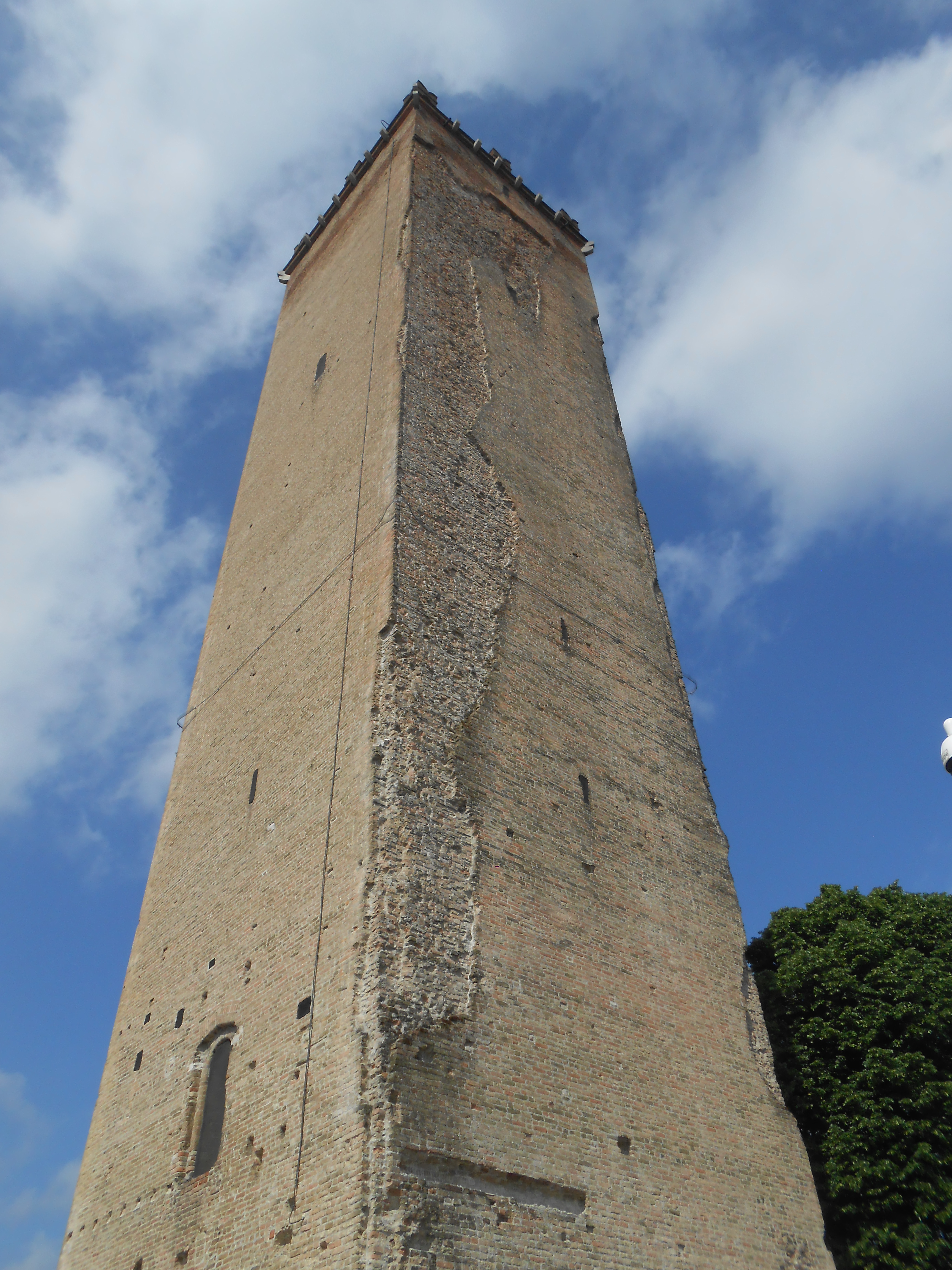
Torre Isso, Torrazzo

#### La Torre Isso
Nel centro storico si innalza la Torre Isso (sec. XI). È alta 47 m ed è il simbolo del paese. Fu risparmiata dal Barbarossa (apparteneva a Castel Manfredi) per volere di Alberto Trusso, un cremonese che aveva conosciuto l'imperatore.
È comunemente detta dai castelleonesi Torrazzo. Dal 1948 al 1997 ha ospitato al suo interno il serbatoio piezometrico dell'acquedotto.
Si racconta che al suo interno, un imperatore rinchiuse 200 guelfi cremonesi, e qui li fece uccidere.

#### Arco del Voghera
Sulla piazza si innalza un arco progettato dall'architetto cremonese Luigi Voghera; di fianco ad esso ci sono dei portici medievali.

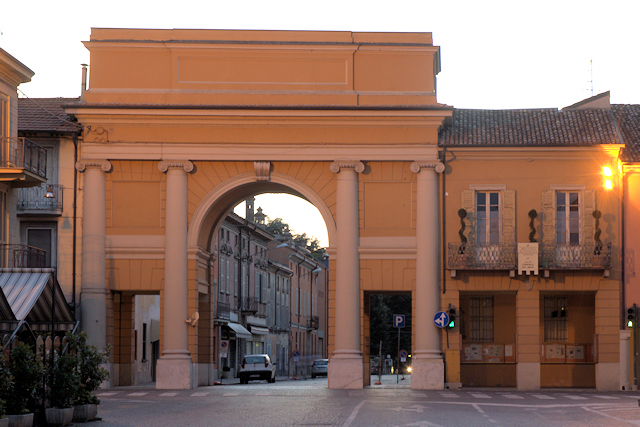
L'arco "del Voltone"

### Aree naturali
A Castelleone esiste il Parco del Serio Morto, che ha alcune parti di riserva integrale. In questo c'è anche il Bosco Didattico della Provincia di Cremona, che contiene molte specie di piante ed animali presenti nel territorio.

## Società

### Evoluzione demografica
Abitanti censiti

### Etnie e minoranze straniere
Al 31 dicembre 2020 i cittadini stranieri residenti sono 1 016. Le comunità nazionali numericamente significative sono:
1. Romania, 328
2. Marocco, 150
3. India, 129
4. Senegal, 89
5. Nigeria, 50
6. Egitto, 33
7. Cina, 29
8. Albania, 26
9. Pakistan, 20

## Cultura

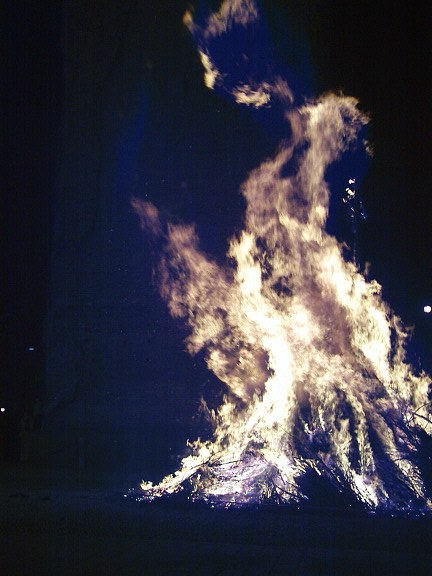
Il falò di San Giuseppe

### Istruzione
A Castelleone sono presenti la Scuola dell'infanzia, la Scuola primaria, intitolata allo storico Romualdo Cappi, e la Scuola secondaria di primo grado.
Il tutto è compreso, insieme ai plessi di Trigolo, Gombito, Fiesco e Ripalta Arpina, nell'Istituto Comprensivo Statale "Piero Sentati".

### Biblioteche
A Castelleone è presente una biblioteca comunale, intitolata allo scrittore castelleonese Virgilio Brocchi, che è fornita di più di 40 000 volumi, ed effettua anche il prestito di CD e film.

### Musei
Il museo civico di Castelleone conserva reperti trovati nel comune risalenti al Mesolitico, al Neolitico, all'Età del bronzo, all'Età del ferro, all'epoca romana, tra cui semplici oggetti, punte di lance e monete. Il museo possiede anche una collezione malacologica.

### Musica

#### Bande, cori ed orchestre
Castelleone è dotata di un corpo bandistico, dedicato a Giuseppe Verdi, diretto dal maestro Fabiano Redolfi, della Schola Cantorum "Ettore Rancati", diretta dal maestro Davide Massimo.

#### Musicisti
Diversi musicisti si sono avvicendati alla guida della banda e della Schola e che sono stati organisti nella Parrocchiale. Tra questi ricordiamo Ettore Rancati, che tra l'altro compose un Pange Lingua, un Vexilla Regis e un inno a Maria Vergine (ancora eseguiti nelle processioni a Castelleone), Cesare Borsieri, che dopo la seconda guerra mondiale emigrò negli Stati Uniti, dove ebbe un discreto successo, e Valerio Boldi, liutaio e musicista del borgo. È di Castelleone e musicalmente nato nella banda, l'attuale Prima Tromba dell'Orchestra del Teatro La Fenice di Venezia, il Maestro Piergiuseppe Doldi.

#### Organi
A Castelleone c'è un organo Serassi del 1836 custodito nel Santuario. A trasmissione meccanica, è composto da un manuale di 61 tasti. Più maestoso quello della chiesa parrocchiale. A trasmissione elettrica, ha due manuali da 61 tasti e una pedaliera da 28 pedali. È disposto su tre casse: due vicino all'altare (Grand'organo e Organo Espressivo) e una in controfacciata (Organo in Eco).

### Cucina
Originaria di Castelleone è la "Patùna" o castagnaccio, tipico dolce autunnale fatto con farina di castagne, acqua, olio e zucchero.
Dalla consistenza morbida e dal colore marrone, la Patùna viene venduta solitamente a ottobre e novembre in panetterie e fruttivendoli, solitamente in fette di forma quadrata alte pochi centimetri

### Eventi
- 19 marzo: si accende un falò in onore di san Giuseppe;
- 11 maggio e seconda domenica di settembre: processione al Santuario della Beata Vergine della Misericordia;
- quarta domenica di luglio Happy Beach in centro storico;
- 16 agosto: festeggiamenti nel quartiere Borgo Serio per san Rocco;
- 2ª domenica di ottobre: sagra del paese;
- 12 dicembre: mercatino di Santa Lucia;
- 2ª domenica di ogni mese: mercatino dell'antiquariato, tranne la seconda domenica del mese di agosto in quanto si svolge a Ferragosto.

## Geografia antropica

### Città
- Urbanistica

Castelleone ha l'impostazione della città romana, con la Piazza del Comune al centro (sulla quale si affacciano il municipio e la chiesa parrocchiale), e via Roma come cardo, via Garibaldi e via Fondulo come decumano. Tutte le vie del Centro Storico sono a reticolo.
- Suddivisioni

Normalmente il centro abitato di Castelleone viene diviso in 4 zone:
- - Via Solferino;
  - Centro Storico;
  - Borgo Serio;
  - Santuario.

### Frazioni e dintorni
- Corte Madama

Corte Madama è la frazione più grande di Castelleone, fu infatti, una volta, comune a sé. Ha ancora la sua autonomia a livello ecclesiastico, infatti Corte Madama ha la sua parrocchia, intitolata a san Martino vescovo.
Il toponimo ha origine nel fatto che il suo territorio fu feudo personale di Bianca Maria Visconti, da cui madama.
- Le Valli

Le Valli è una frazione di Castelleone con circa 220 abitanti. Servita dalla chiesa di Santa Maria in Bressanoro, è prevalentemente composta da cascine è anche teatro di una sagra durante il mese di agosto.
- Pellegra

Sebbene non sia la frazione più grande è probabilmente la più importante dal punto di vista economico soprattutto grazie ai numerosi allevamenti di bovini e suini. si sviluppa sui due lati della strada che conduce verso il comune di Soresina. Agli inizi di maggio si tiene la cosiddetta "Sagra di maggio" a cui accorrono numerose persone provenienti da diverse zone.
Questa frazione è spesso ricordata dai versi di un poeta del luogo: "là dove col sorger del sole una nuova rugiada bagna la campagna dipinta d'amore"
- San Latino

Questa frazione è divisa tra Castelleone e Gombito.
Bella la chiesa ottocentesca.
- San Giacomo

La frazione o località, situata poco dopo San Latino in direzione di Formigara, dista 4,35 chilometri dal capoluogo ed è un piccolo abitato a prevalenza agricola.
Degna di nota è la chiesetta di San Giacomo, risalente al 1000, che è ciò che resta dell'antico ospizio edificato sull'antica strada Regina, strada militare romana di collegamento tra Milano e Cremona.
La chiesetta, situata in Ripa Scorticata, possiede un affresco  cinquecentesco. Esso rappresenta i luoghi santi dei principali cammini della spiritualità
cristiana medioevale: S. Pietro (Roma), la deposizione di Cristo (Gerusalemme), san Jacopo (Compostella).
Qui inoltre resistette nel tempo uno xenodochio, od ospizio per pellegrini, a testimoniare la sopravvivenza della via di comunicazione del medioevo. Poco lontano sorgeva un secondo ospizio detto “de Yerusalem”: il che la dice lunga sul traffico dei romei e di devoti pellegrini in viaggio verso i luoghi santi della cristianità dell'epoca.
Suggestiva è la costa boscata che consente di apprezzare le belle prospettive del paesaggio e di
avvistare un lussureggiante esempio di alneto (boschetto di ontani neri) che si eleva sopra un vasto canneto punteggiato di grossi cespugli di salice grigio.
Nei dintorni le risorgenze di falda che affiorano ai piedi della scarpata morfologica della valle del Serio Morto, mantengono costantemente fradicio il terreno e favoriscono così una vegetazione spiccatamente igrofila.
- Altre frazioni sono:
  - Guzzafame;
  - Pradazzo;
  - Valseresino;
  - Gramignana

## Infrastrutture e trasporti

### Strade
Nel territorio del comune di Castelleone passa la ex strada statale 415 "Paullese" che viene tuttavia anche chiamata Castelleonese. In questo modo da Castelleone si possono facilmente raggiungere Cremona, Crema e Milano.
Nel territorio di Castelleone hanno origine o transitano anche le seguenti strade provinciali:
- Strada Provinciale 13 Pizzighettone-Montodine
- Strada Provinciale 14 Castelleone-Montodine
- Strada Provinciale 20 Castelleone-Casaletto di Sopra
- Strada Provinciale 22 Castelleone-San Latino
- Strada Provinciale 52 Castelleone-Crema
- Strada Provinciale 89 "di Crema"

### Ferrovie
A Castelleone si trova una stazione ferroviaria composta da due binari passanti e gestita da RFI. Essa si trova sulla linea Ferrovia Treviglio-Cremona.

## Amministrazione

Il gonfalone comunale

Elenco dei sindaci dal 1985 ad oggi.
| Periodo | Periodo   | Primo cittadino            | Partito              | Carica  | Note |
| ------- | --------- | -------------------------- | -------------------- | ------- | ---- |
| 1985    | 1990      | Damores Angelo Valcarenghi | Democrazia Cristiana | sindaco |      |
| 1990    | 1995      | Damores Angelo Valcarenghi | Democrazia Cristiana | sindaco |      |
| 1995    | 1999      | Damores Angelo Valcarenghi | centro               | sindaco |      |
| 1999    | 2004      | Damores Angelo Valcarenghi | centro               | sindaco |      |
| 2004    | 2009      | Chiara Tomasetti           | lista civica         | sindaco |      |
| 2009    | 2014      | Camillo Luigi Comandulli   | centro-destra        | sindaco |      |
| 2014    | 2019      | Pietro Enrico Fiori        | lista civica         | sindaco |      |
| 2019    | 2024      | Pietro Enrico Fiori        | lista civica         | sindaco |      |
| 2024    | in carica | Federico Marchesi          | lista civica         | sindaco |      |

### Altre informazioni amministrative
Nel mese di febbraio 2018 veniva avviata la procedura di fusione per incorporazione del Comune di Fiesco in quello di Castelleone. Entrambi i comuni indicevano un referendum consultivo da tenersi nella giornata di domenica 1º luglio.
Al termine dello spoglio elettorale risultava che il 59,32% degli elettori votanti del Comune di Fiesco aveva manifestato un parere contrario al progetto che, quindi, veniva annullato. Favorevole, invece, il 92,32% dei cittadini votanti a Castelleone.